# Пол Серизје
Пол Серизје (фр. Paul Sérusier; 9. новембар 1864, Париз — 7. октобар 1927, Марле/Финистер) био је француски сликар, пионир апстрактног сликарства и авангардних уметничких покрета. Био је један од оснивача набизма и члан сликарске школе из Понт-Авена. Сликарство је учио код Пола Гогена. Покушао је да споји симболизам, импресионизам и Гогенов рад. Године 1921. објавио је дело „АБЦ сликарства” (фр. L'abc de la peinture) где је изнео своја виђења о форми и теорији боје. Његова слика насликана на кутији цигарета „Талисман” (фр. Le Talisman, l'Aven au Bois d'Amour) била је кључни оријентир набиста.